# گری ویلارد
گری ویلارد (به انگلیسی: Gary Willard) (زاده ۲۳ سپتامبر ۱۹۵۹ - وورتینگ) داور سابق اهل انگلستان است.
وی داوری حرفه‌ای را از سال ۱۹۹۰ شروع کرده و از سال ۱۹۹۶ تا ۱۹۹۹ میلادی در لیست داوران فیفا قرار داشته‌است.